# New York Shipbuilding Corporation

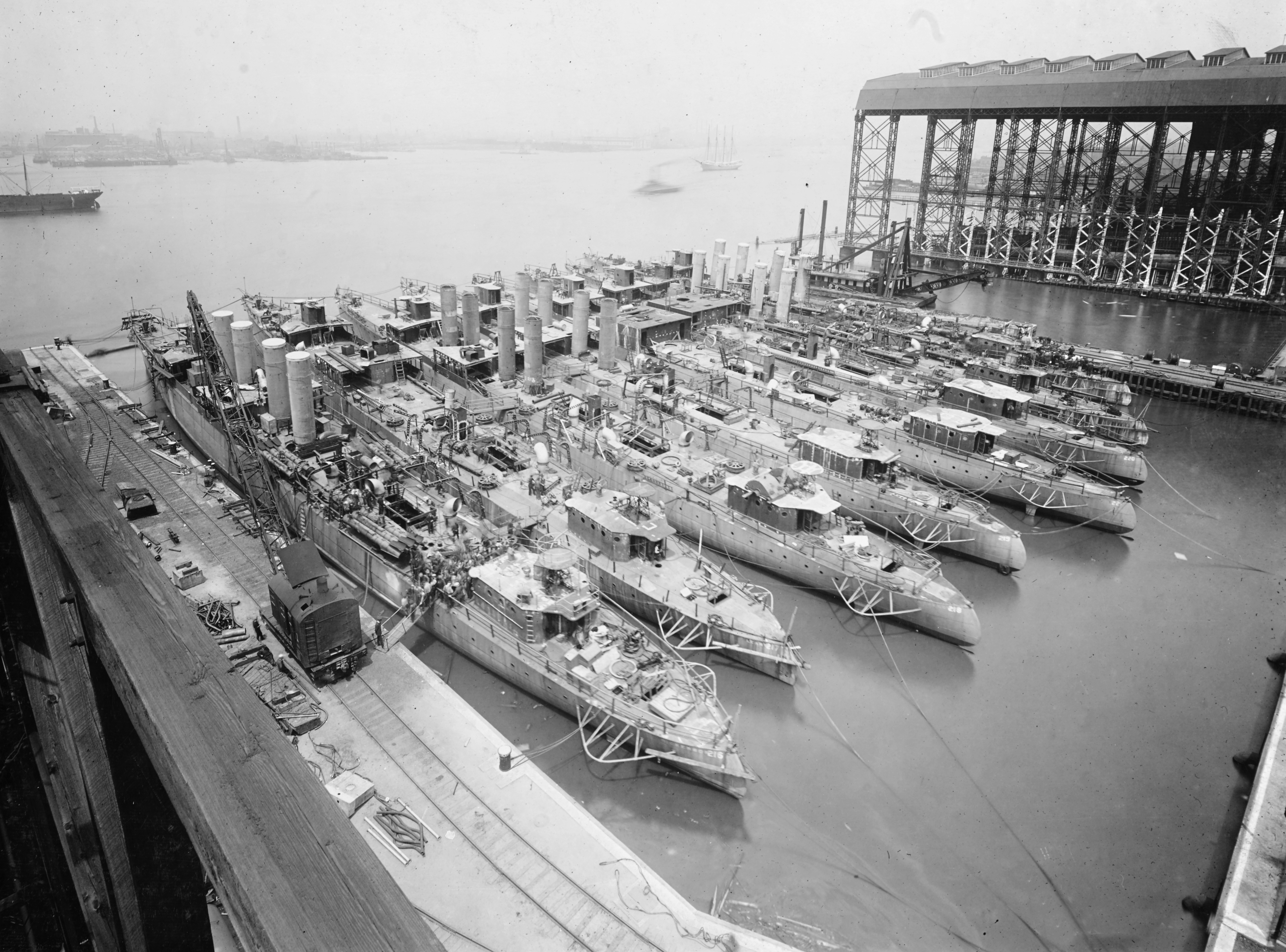
Вісім есмінців типу «Вікс» та «Клемсон» на верфях компанії «Нью-Йорк Шипбілдінг Корпорейшн». 1919

«Нью-Йорк Шипбілдінг Корпорейшн» (англ. New York Shipbuilding Corporation, NYSB) — американська суднобудівна компанія, що діяла з 1899 до 1968 року, випустивши понад 500 кораблів і суден на замовлення американських ВМС, Корпусу морської піхоти та Берегової охорони, а також інших замовників. На піку свого розвитку під час Другої світової війни NYSB була найбільшою та найпродуктивнішою верф'ю у світі. Серед найвідоміших суден — есмінець «Рубен Джеймс», крейсер «Індіанаполіс», авіаносець «Кітті-Хок», перше у світі атомне цивільне судно «Саванна» і квартет вантажопасажирських лайнерів на прізвисько «Чотири тузи».

## Відомі кораблі та судна, побудовані «Нью-Йорк Шипбілдінг Корпорейшн»
| - «Саратога», ударний авіаносець типу «Лексінгтон» - «Індепенденс», легкий авіаносець типу «Індепенденс» - «Прінстон», легкий авіаносець типу «Індепенденс» - «Белло Вуд», легкий авіаносець типу «Індепенденс» - «Коупенс», легкий авіаносець типу «Індепенденс» - «Монтерей», легкий авіаносець типу «Індепенденс» - «Ленглі», легкий авіаносець типу «Індепенденс» - «Кебот», легкий авіаносець типу «Індепенденс» - «Батаан», легкий авіаносець типу «Індепенденс» - «Сан Джасінто», легкий авіаносець типу «Індепенденс» - «Сайпан», легкий авіаносець типу «Сайпан» - «Райт», легкий авіаносець типу «Сайпан» - «Кітті-Хок», авіаносець типу «Кітті-Хок» | - «Айдахо», лінійний корабель типу «Нью-Мексіко» - «Колорадо», лінійний корабель типу «Колорадо» - «Вашингтон», лінійний корабель типу «Колорадо» - «Саут Дакота», лінійний корабель типу «Саут Дакота» - «Індіанаполіс», важкий крейсер типу «Портленд» - «Саванна», легкий крейсер типу «Бруклін» - «Нашвілл», легкий крейсер типу «Бруклін» - «Фінікс», легкий крейсер типу «Бруклін» - «Бремертон», важкий крейсер типу «Балтимор» - «Аляска», лінійний крейсер типу «Аляска» - «Гуам», лінійний крейсер типу «Аляска» - «Гаваї», лінійний крейсер типу «Аляска» | - «Клівленд», легкий крейсер типу «Клівленд» - «Коламбія», легкий крейсер типу «Клівленд» - «Монтпілієр», легкий крейсер типу «Клівленд» - «Денвер», легкий крейсер типу «Клівленд» - «Амстердам», легкий крейсер типу «Клівленд»; перероблений на легкий авіаносець «Індепенденс» - «Санта-Фе», легкий крейсер типу «Клівленд» - «Таллахассі», легкий крейсер типу «Клівленд»; перероблений на легкий авіаносець «Прінстон» - «Камден», швидкохідне судно бойового забезпечення типу «Сакраменто» - «Портер», ескадрений міноносець типу «Портер» - «Селфрідж», ескадрений міноносець типу «Портер» - «Макдугал», ескадрений міноносець типу «Портер» - «Вінслоу», ескадрений міноносець типу «Портер» - «Поллак», багатоцільовий атомний підводний човен типу «Перміт» - «Гаддо», багатоцільовий атомний підводний човен типу «Перміт» - «Гардфіш», багатоцільовий атомний підводний човен типу «Трешер» - «Погі», атомний підводний човен типу «Стерджен» - «Бонфіш», підводний човен типу «Барбел» |